# 特立尼达和多巴哥历史
特立尼达和多巴哥的历史始于美洲原住民在岛上的定居。特立尼达岛在西方殖民者开始大规模掠夺时，主要原住民是阿拉瓦克人和加勒比人。1498年克里斯托弗·哥伦布在其第三次航行途中经过该岛附近，宣布它为西班牙所有。1781年，特立尼达岛被法国占领。1802年根据《亚眠条约》划归英国。
多巴哥历史上曾依次沦为英国、法国、荷兰和库尔兰的殖民地，并最终又于1812年根据《巴黎条约》落入英国之手。
1889年两岛组合成一个英国直属殖民地，1956年实行内部自治，1962年8月31日从英国独立，并于1976年8月1日废除君主立宪制成为共和国。特立尼达和多巴哥现为英联邦成员国。

## 史前时期

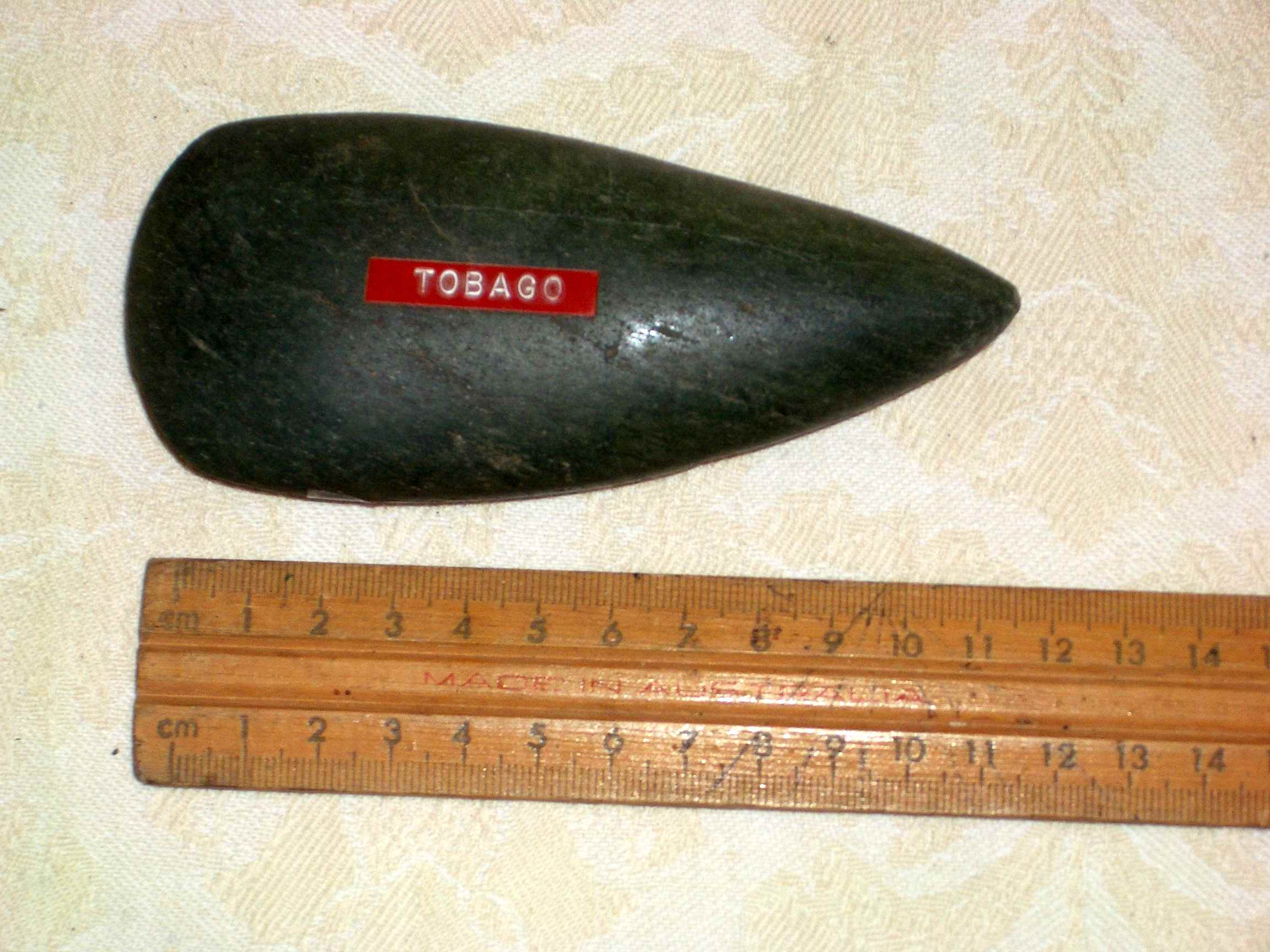
一个石斧礼器，1957年发现于多巴哥的一个贝冢

特立尼达和多巴哥最早的居民是美洲原住民，在哥伦布到达美洲之前，他们已经在该地区生活了数千年。美洲原住民是三万多年前古代亚洲人从西伯利亚穿越白令海峡到达阿拉斯加后产生的，在来到特多地区之前，他们的活动范围已几乎遍及了整个美洲大陆。这些原始人类通过打猎和采集获取食物，还未学会耕种。他们经常迁徙，生活在一个个的小型家族集团中。居住在海边的人们渐渐学会了捕鱼和造船，使美洲原住民达到并定居到加勒比群岛成为可能。
大约7000年前，来自今委内瑞拉地区的一些美洲原住民穿越大海来到了特立尼达岛并开始在岛上生活。鉴于其靠近南美洲大陆地理位置，特立尼达岛可能是最早有人居住的加勒比海岛屿，发现于特立尼达西南部的Banwari Trace遗址距今约有七千多年，是东加勒比地区已被发现的最早的聚落，而遗址内发现的一副骨架是迄今为止发现的最早的特立尼达人。Banwari人靠捕鱼、捕猎小动物和收集野生水果、蔬菜和贝类为生，他们使用用石头、骨骼或贝壳制作的工具。
大约在2000到2500年前，又一批来自委内瑞拉的美洲原住民迁徙而来，与之前那些移民不同的是，他们已经掌握了农耕技术，是特立尼达最早的农民。他们种植木薯和一些其他作物，但同时也进行渔猎。他们在农田附近建立了相对固定的村庄，并精于纺织和造船。
早期的特多居民被称为Archaic人或Ortoiroid人。在特多，已被确认的Archaic时期遗址有29处，多分布在南特立尼达以及多巴哥；Archaic人尚未掌握陶器的使用，直至公元前200年前后，他们都统治着特多地区。
约公元前250年，Saladoid人来到特多加勒比，他们是最早使用陶器的群体，已发现的该民族的最早的活动迹象证明是大约公元前2100年，在委内瑞拉的奥里诺科河沿岸。他们据信从特多向北迁移到加勒比的其他岛屿。在特多已有37个Saladoid遗址被确认，它们遍布整个岛屿。美洲原住民慢慢遍及了这个加勒比群岛，在公元一世纪前后，他们开始在多巴哥岛栖息。
约公元250年，Barrancoid人到达了特多南部并开始定居，成为该地区的第三波移民，他们是经历了沿奥里诺科河不断向大海的迁徙之后到来的。已发现的最早的Barrancoid聚落是特多南海岸的Erin遗址。
约650年，随着奥里诺科河沿岸Barrancoid人的衰落，一个被称为Arauquinoid的新群体开始在沿河到海岸的这片区域扩张。该群体的文物仅仅在特多和靠近的委内瑞拉东北部地区有发现，因此在这些地区该文化被称为Guayabitoid。
大约1300年，又一新的族群似乎定居到了特多，引入了被认为大规模地取代了Guayabitoid文化的新文化。这些欧洲人到达特多时的土著部落被归为Mayoid文化传统。他们独特的陶器和手工艺一直幸存到1800年，但之后他们被大规模地同化到特多主流社会中去了。这其中包含了可能说阿拉瓦克语的Nepoya人和Suppoya人以及可能说加勒比语的Yao人。他们通常被叫做阿拉瓦克人和加勒比人。他们被西班牙殖民者在委托监护制下灭绝掉了。在这种其根本为一种奴隶制的制度下，西班牙的“委托监护主”（encomederos）强迫美洲原住民为他们无偿工作来换取“保护”并强迫他们皈依天主教。幸存者首先被嘉布虔修士们组织到传教活动中，之后逐渐被同化。

## 西班牙时期
1592年安东尼·布瑞诺建立了第一个永久定居点-圣何塞奥鲁尼亚镇（今圣若瑟）。

## 英国时期
1807年，奴隶制废除后，殖民点种植园场主面临一些劳动力短缺。

## 独立后时期
直到1925年，特立尼达和多巴哥成为一个没有选举权的直属殖民点。
在1962年8月，特立尼达和多巴哥获得完全独立。1976年8月1日特立尼达和多巴哥成为一个共和国。最后一任总督埃利斯·克拉克爵士成为了第一任总统。